# Shervin Radjabali-Fardi
Shervin Radjabali-Fardi (* 17. Mai 1991 in Berlin) ist ein ehemaliger deutscher Fußballspieler. Er wurde als rechter oder linker Außenverteidiger eingesetzt. Radjabali-Fardi hat einen iranischen Vater und eine deutsche Mutter. Sein Bruder Shahin Radjabali-Fardi spielt bei der VSG Altglienicke.

## Laufbahn

### Im Verein
Er begann bei Hertha Zehlendorf mit dem Fußballspielen und ging dann zum LFC Berlin. Er wechselte 2004 in die Jugend von Hertha BSC. Dort wurde er schließlich in seiner ersten A-Jugend-Saison am 17. Juli 2008 als bisher jüngster Profi der Vereinsgeschichte erstmals in der Profimannschaft eingesetzt, als er beim Hinspiel in der ersten Qualifikationsrunde des UEFA-Pokals 2008/09 beim 8:1-Heimsieg gegen den FC Nistru Otaci beim Stand von 7:0 in der 71. Minute Sofian Chahed ersetzte. Beim torlosen Rückspiel spielte er über die volle Distanz, kam danach jedoch zunächst nur noch in der zweiten Mannschaft in der Regionalliga Nord zum Einsatz. Am 3. Dezember 2009 stand er wieder auf internationaler Ebene in der Startformation der ersten Mannschaft, als die Hertha am 5. Spieltag der Gruppenphase der UEFA Europa League 2009/10 1:0 beim FK Ventspils siegte.
Im Dezember 2010 wechselte Radjabali-Fardi zur Rückrunde 2010/11 auf Leihbasis bis 2012 zu Alemannia Aachen. Im Sommer 2012 kehrte er zur Hertha zurück, kam in der Saison 2012/13 aber ausschließlich in der zweiten Mannschaft in der Regionalliga Nordost zum Einsatz. Zur Saison 2013/14 wechselte er zum Drittligisten Hansa Rostock. Sein Vertrag lief bis zum 30. Juni 2015.

### In der Nationalmannschaft
Radjabali-Fardi kam in der deutschen U15-Nationalmannschaft zum Einsatz und spielte danach bis zur U20 für alle Nachwuchsauswahlen. Am 25. März 2011 bestritt er ein Spiel für die deutsche U21-Auswahl.

## Auszeichnungen
- 2008: Fritz-Walter-Medaille in Bronze in der Altersklasse U-17
- 2010: Fritz-Walter-Medaille in Bronze in der Altersklasse U-19